# Sione's 2: Unfinished Business
Sione's 2: Unfinished Business es una película de comedia neozelandesa de 2012 y la secuela de la exitosa película de 2006 Sione's Wedding. Fue producida por John Barnett y Paul Davis, dirigida por Simon Bennett, coproducida por South Pacific Pictures y New Zealand Film Commission con música de Don McGlashan y escrita por Oscar Kightley y James Griffin. La película está protagonizada por Oscar Kightley, Shimpal Lelisi, Robbie Magasiva, Iaheto Ah Hi, Dave Fane, Teuila Blakely, Madeleine Sami, Pua Magasiva, Mario Gaoa, Nathaniel Lees, David Van Horn, Ayşe Tezel, Dimitri Baveas, Kirk Torrance y Te Kohe Tuhaka. Sione's 2: Unfinished Business se filmó en Auckland, Nueva Zelanda. La película fue estrenada en cines el 19 de enero de 2012 por Sony Pictures y fue lanzada en DVD y Blu-ray el 13 de junio de 2012 por Sony Pictures Home Entertainment. La cinta recibió críticas mixtas y recaudó 723.000 dólares en Nueva Zelanda. Esta fue la última aparición cinematográfica de Pua Magasiva siete años antes de su muerte el 11 de mayo de 2019.

## Reparto
- Oscar Kightley como Albert
- Shimpal Lelisi como Sefa
- Robbie Magasiva como Michael
- Iaheto Ah Hi como Stanley
- Dave Fane como Paul
- Teuila Blakely como Leilani
- Madeleine Sami como Tania
- Pua Magasiva como Sione
- Mario Gaoa como Eugene
- Nathaniel Lees como ministro
- David Van Horn como Derek
- Ayşe Tezel como Maria
- Dimitri Baveas como Tony
- Kirk Torrance como Cardenal Hoani
- Te Kohe Tuhaka como Marcel

## Producción

### Desarrollo
Los escritores Oscar Kightley y James Griffin propusieron por primera vez una secuela de Sione's Wedding en 2006, pero ningún plan se hizo realidad. Decidieron que querían centrarse en otros proyectos, pero la idea seguía siendo atractiva y después de reunir el elenco original, los dos decidieron escribir la película. El productor John Barnett siempre estuvo interesado en una secuela, pero Griffin y Kightley necesitaron más tiempo para decidir y después de jugar con varias ideas, decidieron tener los mismos personajes en la misma situación, sólo cinco años después. Como Kightley era amigo de los actores y él mismo era una estrella de la película, el elenco dedicó mucho tiempo a desarrollar los personajes. Mientras que la recaudación de fondos para la primera película tardó cuatro años, la secuela sólo tardó 15 meses. En marzo de 2011, se confirmó que pronto comenzaría el rodaje de una secuela, titulada: "Sione's Wedding II", que se estrenaría en enero de 2012. El rodaje comenzó en abril de 2011. El elenco encontró que filmar la secuela fue mucho más divertido que filmar la original, en parte porque se sentían cómodos con lo que estaban haciendo. En abril se confirmó que la película sería escrita por Griffin y Kightley y podría tratar el tema de la muerte.

### Rodaje
La película se rodó en Auckland, incluidas áreas de St Kevins Arcade, Karangahape Rd, Ponsonby Rd y Gray Lynn de Auckland.

### Casting
El 12 de marzo de 2011, se anunció que Oscar Kightley desempeñaría el papel principal en la película, mientras que Shimpal Lelisi, Robbie Magasiva, Iaheto Ah Hi y Dave Fane estaban en conversaciones iniciales para unirse al elenco. El 13 de abril, Teuila Blakely, Madeleine Sami, Pua Magasiva, Mario Gaoa, Nathaniel Lees, David Van Horn y Ayşe Tezel también estaban en conversaciones finales para unirse a la película, Dimitri Baveas se agregó al elenco, interpretando a Tony y el 14 de agosto, Kirk Torrance y Te Kohe Tuhaka se unieron al elenco de la película, interpretando al Cardenal Hoani y Marcel.

## Estreno

### Marketing
El avance de la película debutó en línea en julio de 2011.

### Estreno en cines
Sione's 2: Unfinished Business se estrenó en cines el 19 de enero de 2012 por Sony Pictures.

### Medios domésticos
Sione's 2: Unfinished Business fue lanzada en DVD y Blu-ray el 13 de junio de 2012 por Sony Pictures Home Entertainment.